# Holba (nádoba)

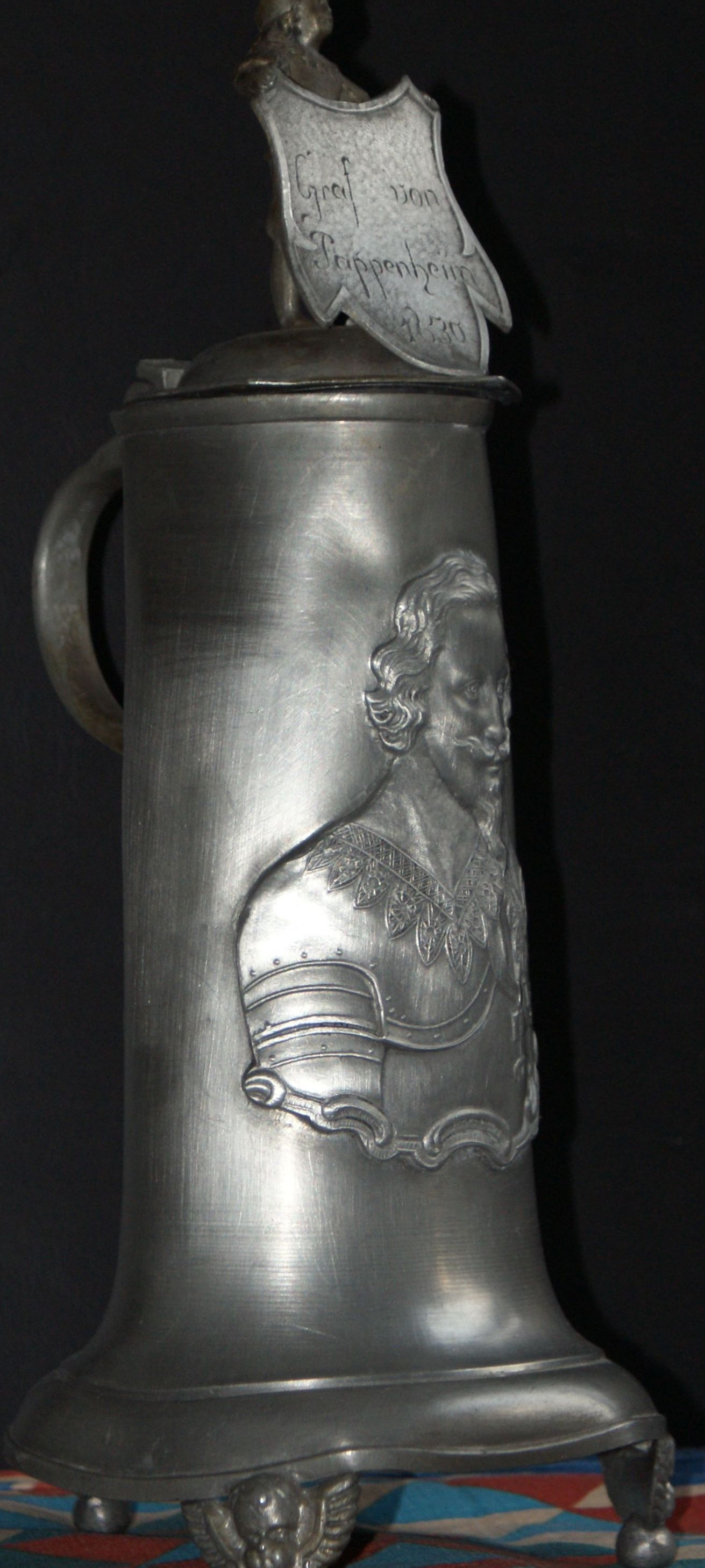
Cínová holba ze 17. století

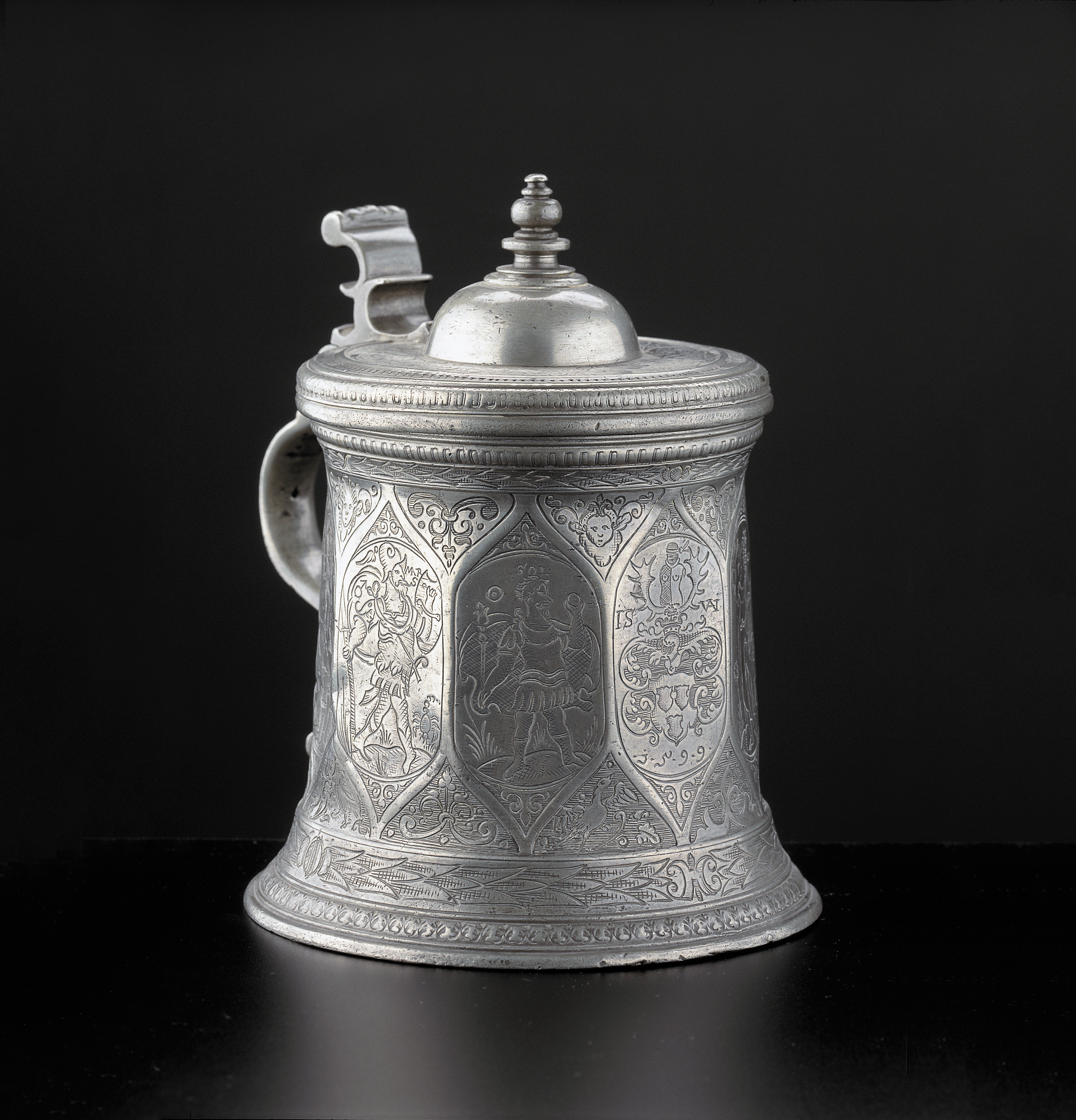
Holba se znakem pražského malířského bratrstva svatého Lukáše, 1599

Holba je nádoba sloužící zejména pro nápoje a odpovídající objemové míře asi půl pinty neboli 0,95 l. Podle jiných pramenů 0,775 l. Používala se převážně na pivo a na víno. Holby bývaly převážně cínové, skleněné, keramické či dřevěné. Měly různý tvar, nejčastěji válcovitý, kónický, soudkovitý či víceboký, ucho a obvykle též víčko. Zpravidla nechybělo ani zdobení, a sice malbou či reliéfem.